# Urbanki (Wieliczki)
Urbanki (deutsch Urbanken) ist ein Dorf in der polnischen Woiwodschaft Ermland-Masuren und gehört zur Landgemeinde Wieliczki (Wielitzken, 1938 bis 1945 Wallenrode) im Powiat Olecki (Kreis Oletzko, 1933 bis 1945 Kreis Treuburg).

## Geographische Lage
Urbanki liegt im Osten der Woiwodschaft Ermland-Masuren, nur dreihundert Meter von der Grenze zur Woiwodschaft Podlachien entfernt, die hier die ehemalige Staatsgrenze zwischen Deutschland und Polen markiert. Die Kreisstadt Olecko (Marggrabowa, umgangssprachlich auch Oletzko, 1928 bis 1945 Treuburg) ist neun Kilometer in westlicher Richtung entfernt.

## Geschichte
Das seinerzeit Urbannen, vor 1785 Urbahncken und nach 1785 Urbancken genannte Dorf wurde im Jahre 1558 gegründet. Zwischen 1874 und 1945 war Urbanken in den Amtsbezirk Markowsken (polnisch Markowskie) eingegliedert, der – 1938 in „Amtsbezirk Markau (Ostpr.)“ umbenannt – zum Kreis Oletzko (1933 bis 1945: Landkreis Treuburg) im Regierungsbezirk Gumbinnen der preußischen Provinz Ostpreußen gehörte.
Im Jahre 1910 verzeichnete Urbanken 77 Einwohner. Ihre Zahl verringerte sich bis 1925 auf 64, betrug 1933 noch 59 und belief sich 1939 auf 69.
Aufgrund der Bestimmungen des Versailler Vertrags stimmte die Bevölkerung im Abstimmungsgebiet Allenstein, zu dem Urbanken gehörte, am 11. Juli 1920 über die weitere staatliche Zugehörigkeit zu Ostpreußen (und damit zu Deutschland) oder den Anschluss an Polen ab. In Urbanken stimmten 50 Einwohner für den Verbleib bei Ostpreußen, auf Polen entfiel keine Stimme.
In Kriegsfolge kam Urbanken 1945 mit dem gesamten südlichen Ostpreußen zu Polen und erhielt die polnische Namensform „Urbanki“. Heute ist der Ort Sitz eines Schulzenamtes (polnisch sołectwo) und somit eine Ortschaft im Verbund der Landgemeinde Wieliczki (Wielitzken, 1938 bis 1945 Wallenrode) im Powiat Olecki (Kreis Oletzko, 1933 bis 1945 Kreis Treuburg), bis 1998 der Woiwodschaft Suwałki, seitdem der Woiwodschaft Ermland-Masuren zugehörig.

## Kirche
Urbanken war bis 1945 in den Pfarrsprengel Szczecinki der evangelischen Pfarrei Mierunsken/Eichhorn (polnisch Mieruniszki/Szczecinki) in der Kirchenprovinz Ostpreußen der Kirche der Altpreußischen Union sowie in die katholische Pfarrkirche Marggrabowa (Treuburg) im Bistum Ermland eingepfarrt.
Heute gehören die katholischen Einwohner Urbankis zur Pfarrkirche in Szczecinki mit der Filialkirche Krupin (Krupinnen) im Bistum Ełk der Römisch-katholischen Kirche in Polen. Die evangelischen Kirchenglieder orientieren sich zur Pfarrei in Suwałki in der Diözese Masuren der Evangelisch-Augsburgischen Kirche in Polen.

## Verkehr
Urbanki liegt abseits vom Verkehrsgeschehen und ist nur über untergeordnete Nebenstraßen zu erreichen: von Krzyżewko (Krzysöwken, 1927 bis 1945 Kreuzdorf) auf der Straße nach Nieszki über Rynie (Ringen) und aus Richtung der Woiwodschaft Podlachien von Bakałarzewo an der Woiwodschaftsstraße DW 653 (zwischen 1939 und 1944 Teilabschnitt der deutschen Reichsstraße 127) über Karasiewo und Konopki.
Eine Bahnanbindung besteht nicht.